# Colombia i olympiska sommarspelen 1968
Colombia deltog med 43 deltagare vid de olympiska sommarspelen 1968 i Mexico City. Ingen av landets deltagare erövrade någon medalj.